# Novovolodîmîrivka (Novooleksandrivka), Kirovohrad
Novovolodîmîrivka (în ucraineană Нововолодимирівка) este un sat în comuna Novooleksandrivka din raionul Kirovohrad, regiunea Kirovohrad, Ucraina.

## Demografie
Componența lingvistică a localității Novovolodîmîrivka
     Ucraineană (92%)
     Rusă (8%)
Conform recensământului din 2001, majoritatea populației localității Novovolodîmîrivka era vorbitoare de ucraineană (92%), existând în minoritate și vorbitori de rusă (8%).